# Archidiecezja Niterói
Archidiecezja Niterói (łac. Archidioecesis Nictheroyensis) – archidiecezja Kościoła rzymskokatolickiego w Brazylii. Należy do metropolii Niterói wchodzi w skład regionu kościelnego Leste I. Została erygowana przez papieża Leona XIII bullą Ad universas orbis Ecclesias w dniu 27 kwietnia 1892.
26 marca 1960 papież Jan XXIII utworzył metropolię Niterói podnosząc diecezję do rangi archidiecezji.